# Zaselje
Zaselje (Servisch cyrillisch Засеље) is een plaats in de Servische gemeente Požega. De plaats telt 482 inwoners (2002).